# Митрополія Марсель
Митрополія Марсель (фр. Province ecclésiastique de Marseille) — митрополія римо-католицької церкви у Франції. Утворена 2002 року в часі територіальної реформи.
За переданням, християнська присутність у Марселі бере початок з часів висадки на французькому узбережжі святого Лазаря і його сестер — Марії та Марти. Саме святий Лазар вважається першим Марсельським єпископом.
До складу митрополії входять:
- архідієцезія Марселя
- архідієцезія Авіньйона
- архідієцезія Екс-ан-Прованса
- деєцезія Аяччо
- деєцезія Ніцци

Головною святинею митрополії є Собор Діви Марії в Марселі